# Salomonia fusca
Salomonia fusca är en insektsart som beskrevs av Victor Lallemand 1940. Salomonia fusca ingår i släktet Salomonia och familjen spottstritar. Inga underarter finns listade i Catalogue of Life.